# Manoel Delson Pedreira da Cruz

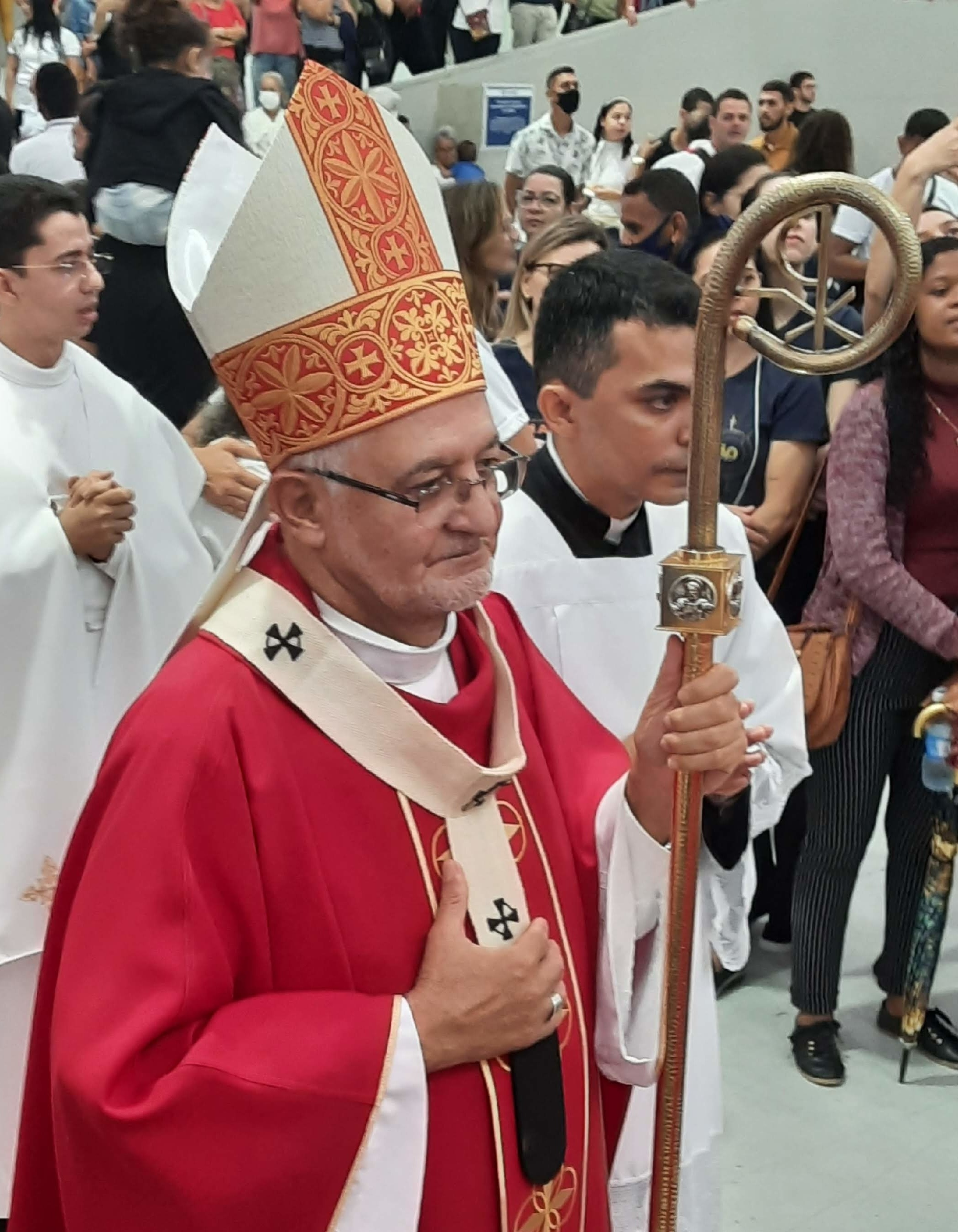
Manoel Delson Pedreira da Cruz (2022)

Manoel Delson Pedreira da Cruz OFMCap (* 10. Juli 1954 in Biritinga) ist ein brasilianischer Ordensgeistlicher und römisch-katholischer Erzbischof von Paraíba.

## Leben
Manoel Delson Pedreira da Cruz trat der Ordensgemeinschaft der Kapuziner bei, legte die Profess am 17. Januar 1978 ab und empfing am 5. Juli 1980 die Priesterweihe.
Papst Benedikt XVI. ernannte ihn am 5. Juli 2006 zum Bischof von Caicó. Die Bischofsweihe spendete ihm der Erzbischof von São Salvador da Bahia, Geraldo Majella Kardinal Agnelo, am 24. September desselben Jahres; Mitkonsekratoren waren Matias Patrício de Macêdo, Erzbischof von Natal, und Itamar Navildo Vian OFMCap, Erzbischof von Feira de Santana. Als Wahlspruch wählte er IDE AOS MEUS IRMÃOS.
Am 8. August 2012 wurde er zum Bischof von Campina Grande ernannt.
Papst Franziskus ernannte ihn am 8. März 2017 zum Erzbischof von Paraíba. Die Amtseinführung fand am 20. Mai desselben Jahres statt.